# Tour du Limousin 1979
La 12e édition du Tour du Limousin s'est déroulée du 15 au 19 août 1979, et a vu s'imposer le Français Bernard Vallet.

## Classements des étapes
| Étape     | Date    | Villes étapes    | Vainqueur d'étape    | Equipe       | Leader du classement général | Équipe     |
| 1re étape | 15 août | Brive - Brive    | Bernard Vallet       | La Redoute   | Bernard Vallet               | La Redoute |
| 2e étape  | 16 août | Brive - Limoges  | Yves Hézard          | Peugeot      | Bernard Vallet               | La Redoute |
| 3e étape  | 17 août | Limoges - Guéret | Jean-René Bernaudeau | Renault      | Bernard Vallet               | La Redoute |
| 4e étape  | 18 août | Guéret - Tulle   | Patrick Friou        | Miko Mercier | Bernard Vallet               | La Redoute |
| 5e étape  | 19 août | Tulle - Tulle    | Jean Chassang        | Renault      | Bernard Vallet               | La Redoute |

## Classement final
| 1.  | Bernard Vallet          | La Redoute   |
| 2.  | Pierre Bazzo            | La Redoute   |
| 3.  | Jean-René Bernaudeau    | Renault      |
| 4.  | Christian Seznec        | Miko Mercier |
| 5.  | Gilbert Duclos-Lassalle | Peugeot      |
| 6.  | André Chalmel           | Renault      |
| 7.  | Bernard Becaas          | Renault      |
| 8.  | Philippe Bodier         | Amateur      |
| 9.  | Pascal Simon            | Peugeot      |
| 10. | Jean-Louis Gauthier     | Miko Mercier |